# Quand le Père Noël s'en mêle
Pour les articles homonymes, voir Monsieur Papa.
Pour plus de détails, voir Fiche technique et Distribution.
Quand le Père Noël s'en mêle ou Monsieur Papa... (Santa with Muscles) est un film américain réalisé par John Murlowski en 1996.

## Synopsis
Sanville, Californie. Une petite ville tranquille, pittoresque, où il faisait bon vivre jusqu’à ce que la violence et le crime règnent en maîtres. Seul un miracle pourrait la sauver. Ce miracle arrive sous les traits d’un mystérieux inconnu qui affirme être… le Père Noël ! Les choses commencent à changer, mais les méchants n’ont pas dit leur dernier mot.

## Fiche technique
- Titre : Quand le Père Noël s'en mêle
- Titre québécois : Monsieur Papa...
- Titre original : Santa with muscles
- Réalisation : John Murlowski
- Scénario : Jonathan Bond, Fred Mata et Dorrie Krum Raymond
- Musique : James Covell
- Photographie : Michael Gfelner
- Montage : William Marrinson et Stephen R. Myers
- Production : Brian Shuster
- Société de production : HIT Entertainment et Cabin Fever Entertainment
- Société de distribution : Legacy Releasing Corporation (États-Unis)
- Pays :  États-Unis
- Genre : Comédie
- Durée : 97 minutes
- Dates de sortie : 
  -  États-Unis : 8 novembre 1996

## Distribution
- Hulk Hogan : Blake
- Don Stark : Lenny
- Robin Curtis : Leslie
- Garrett Morris : Clayton
- Aria Noelle Curzon : Elizabeth
- Adam Wylie : Taylor
- Mila Kunis : Sarah
- Jennifer Paz : Helen Chu
- Clint Howard : Hinkley
- William Newman : Chas
- Robert Apisa : Franco
- Pierre Dulat : Pierre
- Steve Valentine : Dr. Blight
- Ed Begley Jr. : Ebner Frost
- Kai Ephron : Dr. Vial
- Diane Robin : Dr. Watt
- Kevin West : Dr. Flint
- Eddy Donno : M. Rapini
- Andre Jamal Kinney : Steven